# Teran (priimek)
Teran je priimek v Sloveniji in tujini. Po podatkih Statističnega urada Republike Slovenije je na dan 1. januarja 2011 v Slovenji uporabljalo ta priimek 193 oseb.
- Alenka Teran Košir, fotografinja, publicistka
- Arlteh Terán (*1976), mehiška igralka
- Janez Teran (1941-2014), slovenski igralec namiznega tenisa, dr. veterine
- Klemen Teran, glasbenik, pesnik (= geolog ?)
- Nataša Teran, molekularna biologinja, genetičarka